# Elia Locardi

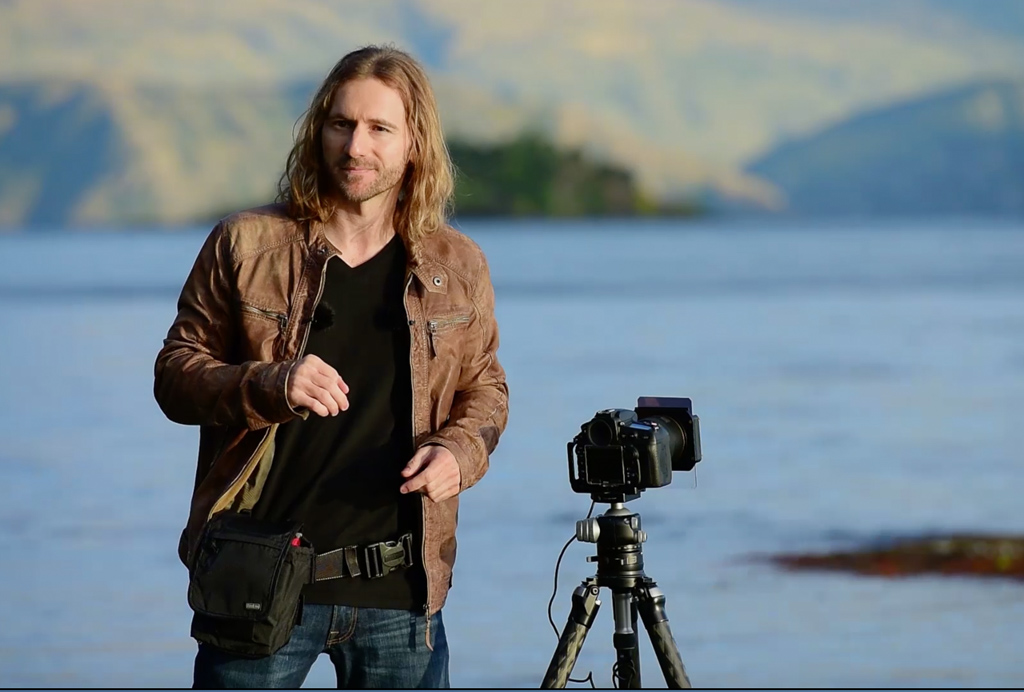
Locardi enseñando

Elia Locardi es un fotógrafo estadounidense especializado en fotografía de viajes, fotografía de paisajes, fotografía aérea y videografía. También es bloguero de fotografía, educador, conferencista y emprendedor. Locardi a menudo trabaja junto con su esposa Naomi Locardi. Elia Locardi nació el 13 de julio de 1980.

## Carrera
Locardi se graduó en arte multimedia y animación en el Art Institute of Ft Lauderdale en 2002. Después de una década trabajando en la industria de las artes multimedia y la animación, y viajando, decicdió lanzar su carrera como fotógrafo nómada digital "independiente de la locación". Las imágenes producidas por Locardi fueron votadas en noveno lugar en USA Today 10Best's "Top Travel Photography Bloggers en una encuesta de Readers 'Choice (2014), elegidas dos veces entre las 10 mejores fotos de viajes anuales (2014, 2015) por usuarios de 500px, y seleccionadas en 2016 entre las "50 mejores fotografías de todo el mundo" en mymodernmet, así como entre las 25 mejores fotografías del año en Flickr.
Locardi ha sido conferencista invitado en muchas reuniones internacionales de fotografía, incluyendo congresos celebrados en Nueva York, Tokio, Dubái, Chicago, Carolina del Sur, Portugal, Emiratos Árabes y Chile.
Sus temas fotográficos han sido paisajes naturales, paisajes urbanos, arquitectura antigua y sitios del patrimonio mundial. Su trabajo ha sido publicado en National Geographic, Digital Photo Magazine, Digital Camera Magazine y Professional Photographer Magazine.

## Logros

### Edición digital
Locardi desarrolló una técnica de edición de imágenes llamada Advanced Dynamic Blending, consistente en la captura de múltiples lapsos de exposición sobre un paisaje determinado durante períodos largos en los cuales ocurren cambios de iluminación natural o artificial. Una vez realizada la captura se usa software de procesamiento para fundir en una sola imagen el rango completo de la escena.

### Fotografía aérea
Locardi tuvo a cargo las fotos fijas de la película documental How I Became an Elephant (2012) y capturó imágenes de drones para un documental sobre la carrera ciclista anual Tour of the Dragon de Bután (2015).
Sus imágenes y metraje de drones han sido revisados favorablemente por fuentes especializadas.

### Docencia
Con su esposa Naomi Locardi, en 2010 fundó el blog de fotografía Blame The Monkey, un sitio web dedicado a la fotografía de viajes. El blog divulga contenidos sobre experiencias de fotógrafos nómadas que viven viajando, así como técnicas utilizadas en fotografía y posprocesamiento. Blame The Monkey fue votado como "Mejor nuevo blog para fotógrafos" por Scott Kelby, en su resumen de las 55 mejores cosas en 2011.
Trabajando solo o en asociación, Locardi ha participado en el desarrollo de tutoriales y otro materiales educativos sobre fotografía y técnicas de posprocesamiento aplicadas a viajes, paisajes, paisajes urbanos, paisajes nocturnos del desierto y astro-fotografía.
En 2016, Kelby eligió a Locardi como uno de los cinco mejores profesores de talleres de fotografía.

### Video series
- Moments in Time es un programa de viajes en serie filmado en 2019 en Singapur, Malasia, Japón, Países Bajos, República Checa, Italia y España.[37] Además de mostrar atractivos turísticos, la muestra incluye entrevistas y el trabajo de expertos y artistas locales del mundo de la fotografía.[38] La segunda temporada de la serie se filmó a fines de 2019 en Filipinas, Camboya e Indonesia, pero su continuación quedó suspendida debido a la pandemia de COVID-19.[39]
- Kentucky in Focus es una serie breve de episodios patrocinada por el Departamento de Turismo de Kentucky, en la que el equipo de Locardi recorre los sitios más emblemáticos del estado, y en 11 episodios recorren las haras de caballos más emblemáticas del estado, la vida urbana al aire libre, las aguas regionales, la comida y el bourbon.[40]